# El vagabundo (cortometraje)
El vagabundo (Der Stadtstreicher) es un cortometraje alemán dirigido por Rainer Werner Fassbinder, lanzado en 1966.
La película es un homenaje a la película de Eric Rohmer, El signo del león.

## Trama
Un vagabundo encuentra una pistola en la calle e intenta suicidarse.

## Ficha técnica
- Título : El vagabundo
- Título original: Der Stadtstreicher
- Dirección: Rainer Werner Fassbinder
- Guion: Rainer Werner Fassbinder
- Fotografía: Michael Fengler y Josef Jung
- País de origen: Alemania
- Formato: blanco y negro - mono
- Género: cortometraje
- Duración: 10 minutos
- Fecha de estreno: 1966

## Elenco
- Christoph Roser: Vagabundo
- Susanne Schimkus : Camarera
- Michael Fengler : Hombre
- Thomas Fengler : Hombre
- Irm Hermann : Señora Pigue